# 한나 글라스
한나 글라스(스웨덴어: Hanna Glas, 1993년 4월 16일 ~ )는 스웨덴의 여자 축구 선수이다. 포지션은 수비수이며, 현재 프랑스 디비지옹 1 페미닌의 파리 생제르맹 FC에서 활동하고 있다.

## 클럽 경력
2011년에 자신의 고향인 순스발을 연고로 하는 여자 축구 클럽인 순스발 DFF에 입단하면서 디비시온 1 다메르 북부 디비전 시즌에 데뷔했다. 2013년에는 다말스벤스칸으로 승격된 순나노 SK로 이적했지만 같은 해 3월에 일어난 십자인대 부상으로 인해 불참했다.
2014년에는 우메오 IK로 이적한 이후에 43경기에 출전했다. 2016 다말스벤스칸 시즌에서 우메오 IK가 엘리테탄으로 강등되면서 2017년에 에스킬스투나 유나이티드로 이적했다. 2018년 9월에는 파리 생제르맹으로 이적했다.

## 국가대표 경력
2012년 UEFA U-19 여자 축구 선수권 대회에서 스웨덴의 우승에 기여했다. 2017년 1월 19일에 열린 노르웨이와의 경기에서 처음 출전하면서 스웨덴 여자 축구 국가대표팀 선수로 데뷔했는데 스웨덴은 해당 경기에서 노르웨이에 1-2로 패배했다. UEFA 여자 유로 2017, 2019년 FIFA 여자 월드컵에 참가한 스웨덴 여자 축구 국가대표팀 명단에 이름을 올렸다.